# Mehr denn je
Mehr denn je (Originaltitel: Plus que jamais) ist ein Spielfilm von Emily Atef aus dem Jahr 2022.
Das Drama, eine europäische Koproduktion zwischen Frankreich, Deutschland, Luxemburg und Norwegen, wurde beim Filmfestival von Cannes im Mai 2022 uraufgeführt.

## Handlung
Die 33-jährige Hélène lebt in Bordeaux. Sie ist glücklich mit Matthieu liiert. Das Leben des Paares ändert sich drastisch, als bei Hélène eine seltene Lungenkrankheit diagnostiziert wird. Auf der Suche nach Antworten stößt sie auf einen norwegischen Blogger namens „Mister“. Obwohl Hélène Matthieu noch liebt, beschließt sie instinktiv, ihn zu verlassen und nach Norwegen zu reisen. Auf dem Weg dorthin durchquert sie Europa. Als sie Norwegen erreicht hat, beschließt sie inmitten der atemberaubenden Landschaft, ihren letzten Weg alleine zu gehen.

## Hintergrund
Mehr denn je (ursprünglicher Arbeitstitel: Mister) ist der fünfte Kinospielfilm der deutsch-französischen Regisseurin Emily Atef, die das Drehbuch gemeinsam mit Lars Hubrich verfasste. In den Hauptrollen wurden Vicky Krieps und Gaspard Ulliel verpflichtet. Für den französischen Schauspieler war es eine der letzten Kinorollen vor seinem Unfalltod im Januar 2022.
Die Dreharbeiten fanden von April bis Juni 2021 in Bordeaux, Luxemburg und Norwegen statt. Die Produktionskosten werden mit fünf Mio. Euro angegeben.

## Veröffentlichung
Mehr denn je wurde in Branchenkreisen als möglicher Beitrag für ein europäisches Filmfestival gehandelt. Tatsächlich wurde der Film in die Sektion Un certain regard des 75. Filmfestivals von Cannes eingeladen. Dort erfolgte die Premiere am 21. Mai 2022. Schauspielerin Vicky Krieps ist in der Sektion mit einem weiteren Film (Corsage) vertreten.
Ein Kinostart von Mehr denn je in Frankreich ist im Verleih von Jour2fête geplant. Der Kinostart in Deutschland erfolgte am 1. Dezember 2022.

## Rezeption

### Kritik
Der Film wurde in Deutschland positiv rezipiert. Gelobt wurde insbesondere die Schauspielleistung von Hauptdarstellerin Vicky Krieps. 
Andreas Busche (Der Tagesspiegel) sieht in der Akzeptanz der Fragilität und der Selbstbestimmung über den eigenen Körper das Thema von Mehr denn je. Hauptdarstellerin Vicky Krieps schaffe es, eine Mischung aus Verletzlichkeit und Bestimmtheit mit minimalem Aufwand, wenigen Worten und unergründlicher Mimik zu verkörpern. Sie entgehe jeder Versuchung, ihre Rolle mit tragischen Gesten zu überladen. Weiterhin lobt der Rezensent die „zurückhaltende und pietätvolle Inszenierung“ von Regisseurin Emily Atef.
Anke Sterneborg (rbb Kultur) sieht in Mehr denn je einen Film über Unsicherheit und fragile Gefühle. Vicky Krieps meistere den „Balanceakt zwischen der Intensität roher Gefühle“ mit ihrem „wunderbar durchlässigen Spiel“. Mehr denn je sei weniger ein Film über das Leiden und den Schmerz, als ein wehmütiger und sehr tröstlicher Film, „eine Anleitung zum würdevollen, friedlichen, selbstbestimmten Sterben.“ Die Rezensentin vergab 5 von 5 Sternen.
Moritz Holfelder (Bayerischer Rundfunk) wünscht sich von Mehr denn je, bisweilen „weniger Worte, weniger Dialoge“. Dort wo die Regisseurin allein mit der Kraft der Bilder inszeniere, sei ihr ein „wundervoll schwebender Film gelungen (…) mit vielen stillen Momenten, beseelt von einem starken Licht-Schattenspiel“. Vicky Krieps sei großartig und schaffe es den Film so zu tragen, dass er noch lange nachklinge.
Bert Rebhandl (FAZ) sieht im Satz „Die Lebenden können die Sterbenden nicht verstehen“ das heimliche Motto des Filmes. Vicky Krieps spiele die Rolle mit ihrer „eigenen Mischung aus Durchlässigkeit und Stärke“. Der Film schaffe es, aus dem großen Unverständnis zwischen Lebenden und Sterbenden zumindest für zwei Stunden herauszutreten.
Katja Nicodemus (Die ZEIT) meint, Mehr denn je sei ein Liebesfilm über das Loslassen. Vicky Krieps spiele Hélène „schwebend, suchend, mit der für sie typischen Mischung aus Durchlässigkeit und Entschlossenheit“. Regisseurin Emily Atef begleite die Reise der Protagonistin mit einfühlsamer und aufmerksamer Kamera. Ihre Erzählweise sei betont unpathetisch. Einen Gegensatz sieht die Kritikerin zum Film 3 Tage in Quiberon der gleichen Regisseurin: Während in ersterem Film sich die Protagonistin im Laufe des Filmes immer mehr verliere, untersuche Emily Atef in Mehr denn je „die gegenläufige Bewegung. Hélène findet zu sich selbst“.

## Auszeichnungen
Beim Filmfestival von Cannes war der Film für den Hauptpreis in der Sektion Un certain regard nominiert, blieb aber unprämiert (Vicky Krieps erhielt für ihre Hauptrolle in der konkurrierenden Produktion Corsage den Darstellerpreis der Sektion zuerkannt). Beim Filmfest München im selben Jahr wurde Atefs Regiearbeit für den Hauptpreis für den besten internationalen Film nominiert, hatte aber gegenüber dem südkoreanischen Beitrag Broker das Nachsehen.
Darüber hinaus gelangte das Werk in die Vorauswahl zum Europäischen Filmpreis 2022.